# Varpouo
Varpouo est un village du département et la commune rurale de Niégo, situé dans la province de l’Ioba et la région du Sud-Ouest au Burkina Faso.

## Géographie

### Démographie
- En 2006, le village comptait 1 648 habitants recensés, dont 53,2 % de femmes[1].